# Maulaj Idris
Maulaj Idris (arab. مولاي إدريس زرهون, Mawlāy Idrīs Zarhūn; fr. Moulay Idriss Zerhoun) – miasto w Maroku, ok. 30 kilometrów na północ od Meknes i 3 kilometry od stanowiska archeologicznego Volubilis. Nazwa miasta pochodzi od imienia króla Maulaja Idrisa, założyciela pierwszej marokańskiej dynastii Idrysydów. Znajduje się tu jego grób. W mieście działa ponadto meczet i szkoła koraniczna.
Miasto rozłożone jest na szczycie wzgórza, skąd rozciąga się szeroki widok na okolicę.